# Čachtice
Čachtice (maďarsky Csejte) jsou obec na Slovensku v okrese Nové Mesto nad Váhom. Žije v nich přibližně 3 700 obyvatel.

## Historie
První písemná zmínka o vesnici pochází z roku 1248. Původně obec patřila k panství Čachtického hradu. Největší tragédii vsi bylo její vyplenění Turky v roce 1599.

## Přírodní poměry
Obec se nachází na pomezí Bílých a Malých Karpat, přibližně šest kilometrů jižně od Nového Mesta nad Váhom. Vesnicí protéká potok Dubová a část jeho toku jižně od rybníka Pastierňa je chráněna jako přírodní památka Brehové porasty Dubovej. Severně od vesnice leží národní přírodní památka Čachtická jeskyně. Do katastrálního území obce zasahuje také část chráněného areálu Čachtické Karpaty.

## Pamětihodnosti
Hlavní dominantou a největší turistickou atrakcí je hrad Čachtice, v samotné vesnici kostel svatého Ladislava a Čachtické podzemí. 

### Zámky
Původně zde byly tři kaštely (zámek nižší šlechty), dochoval se pouze pozdně renesanční Draškovičův kaštel, který slouží jako muzeum a je turisticky přístupný. Ze zámku Báthoryčky (Nádašdyovský kaštel) se dochovala pouze zeď, zbytek bašty a nově zpřístupněné Čachtické podzemí. Z Országhovského kaštela zbyla jen obvodová zeď s okrouhlou baštou.
Drugetova kúria (č. p. 180) je skromnější sídlo nižší šlechty. Počátkem 17. století ji nechal vybudovat Juraj III. Druget z Humenného, manžel Kataríny Nádašdyové, dcery Alžběty Nádašdyové (rozené Báthoryové).

## Osobnosti
- Alžběta Báthoryová (1560–1614), šlechtična, tzv. Čachtická paní

## Falešní filmaři v Čachticích
V květnu roku 1961 Emil Barč spolu s komplicem Ladislavem Fabianičem (toho času oba zaměstnanci Státního geologického ústavu Dionýza Štúra) přesvědčili s použitím prázdných kamer a falešných filmařských průkazů občany obce Čachtice, že u nich budou natáčet film o Alžbětě Bátoriové. Jelikož mnohým z nich slíbili velké honoráře a účinkování v zahraniční produkci, během několika týdnů jim občané obce poskytovali ubytování a stravu zdarma. Na podvod se přišlo náhodou, když se 14. června o filmování doslechl režisér Štefan Uher, který byl právě v Novém Městě nad Váhom a jel se do Čachtic podívat. Oba byli následně odsouzeni za trestný čin podvodu, výtržnictví a rozkrádání majetku v socialistickém vlastnictví. Emil Barč byl navíc obviněn za trestný čin ohrožení mravnosti (podle některých výpovědí během „konkurzů“ opakovaně fotografoval ženy z obce nahé) a Ladislav Fabianič byl obviněn z padělání a pozměňování úřední listiny (v souvislosti s paděláním filmařských průkazů).
Událost se stala v Československu legendární, Čachtice si díky ní vysloužily posměšnou přezdívku Filmárovce. Dostala se do knihy Ladislava Mňačka Soudruh Münchhausen, byl o ní natočen film Filmárovce, aneb Čachtice 1961 režisérky Kristýny Klimekové.

## Fotogalerie

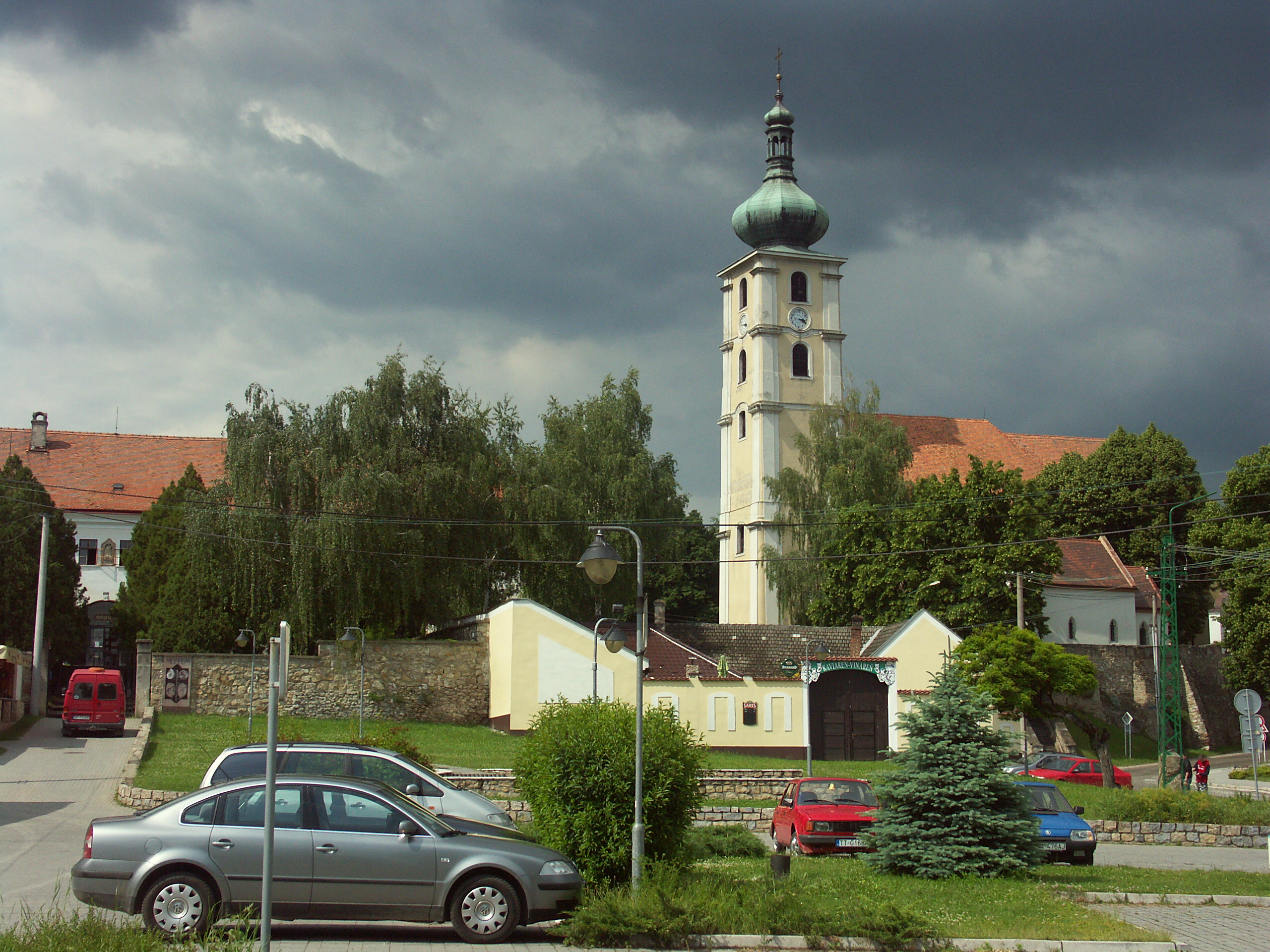
Náměstí s kostelem v pozadí
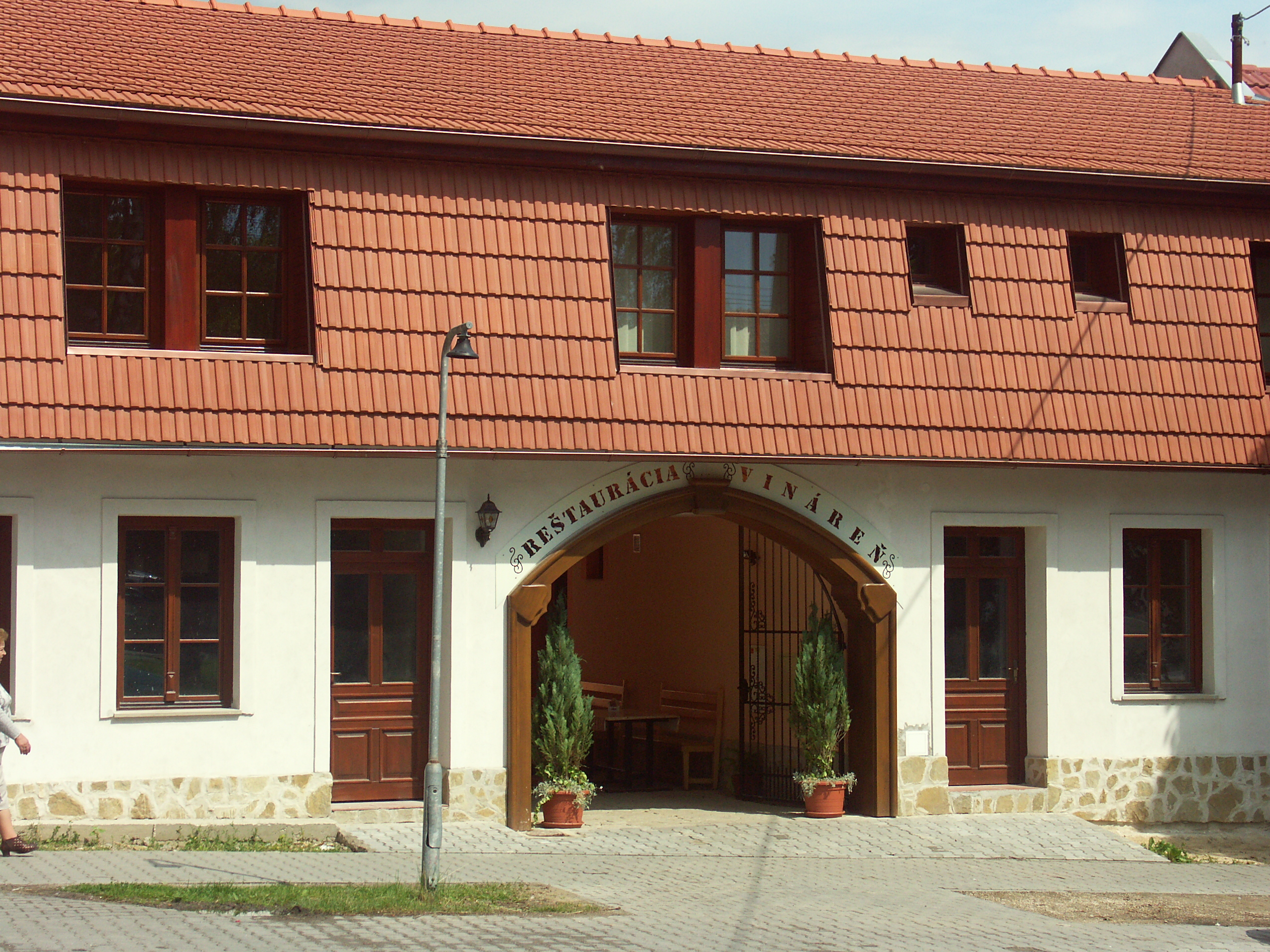
Vinárna
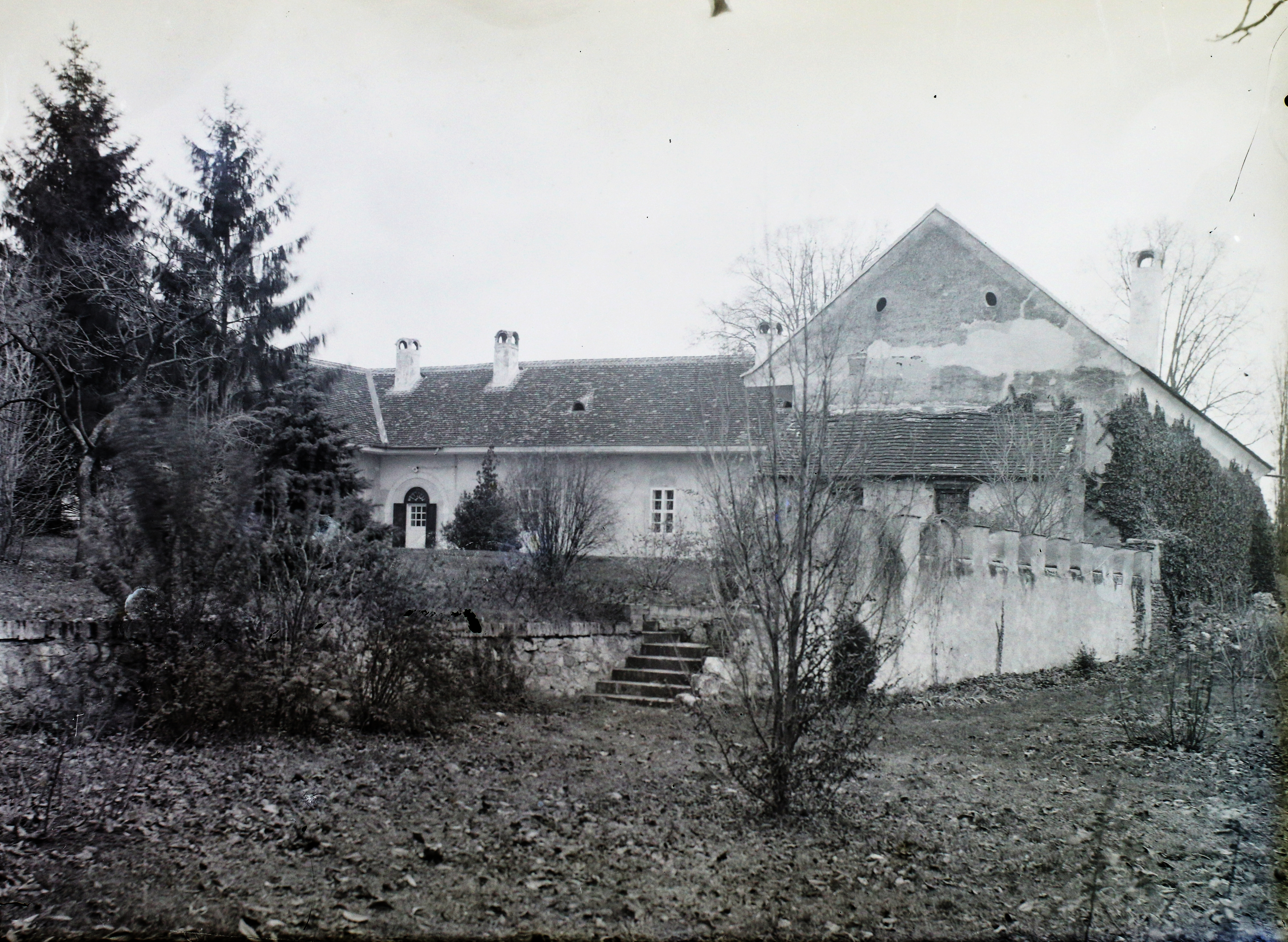
Kúria
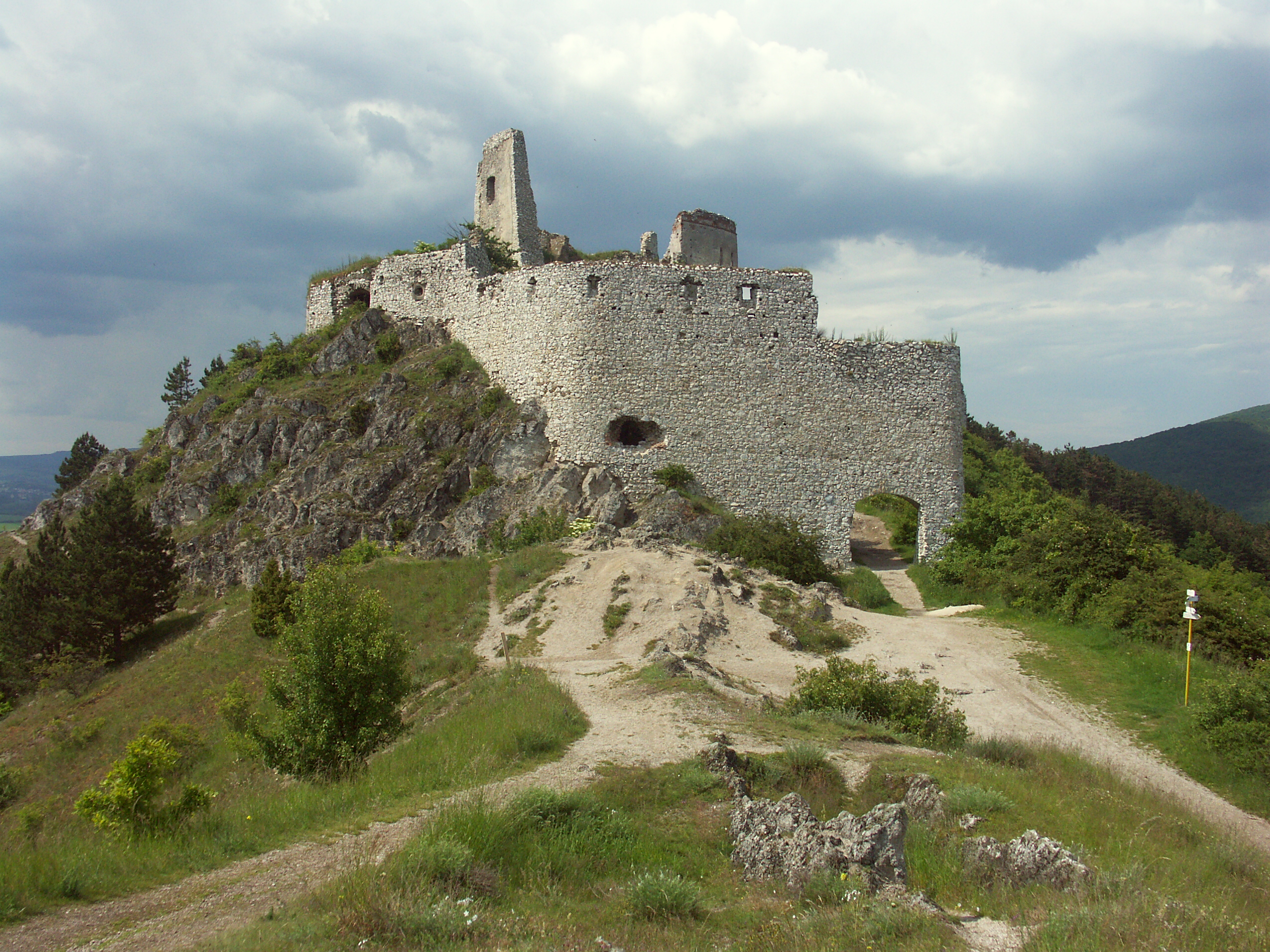
Hrad
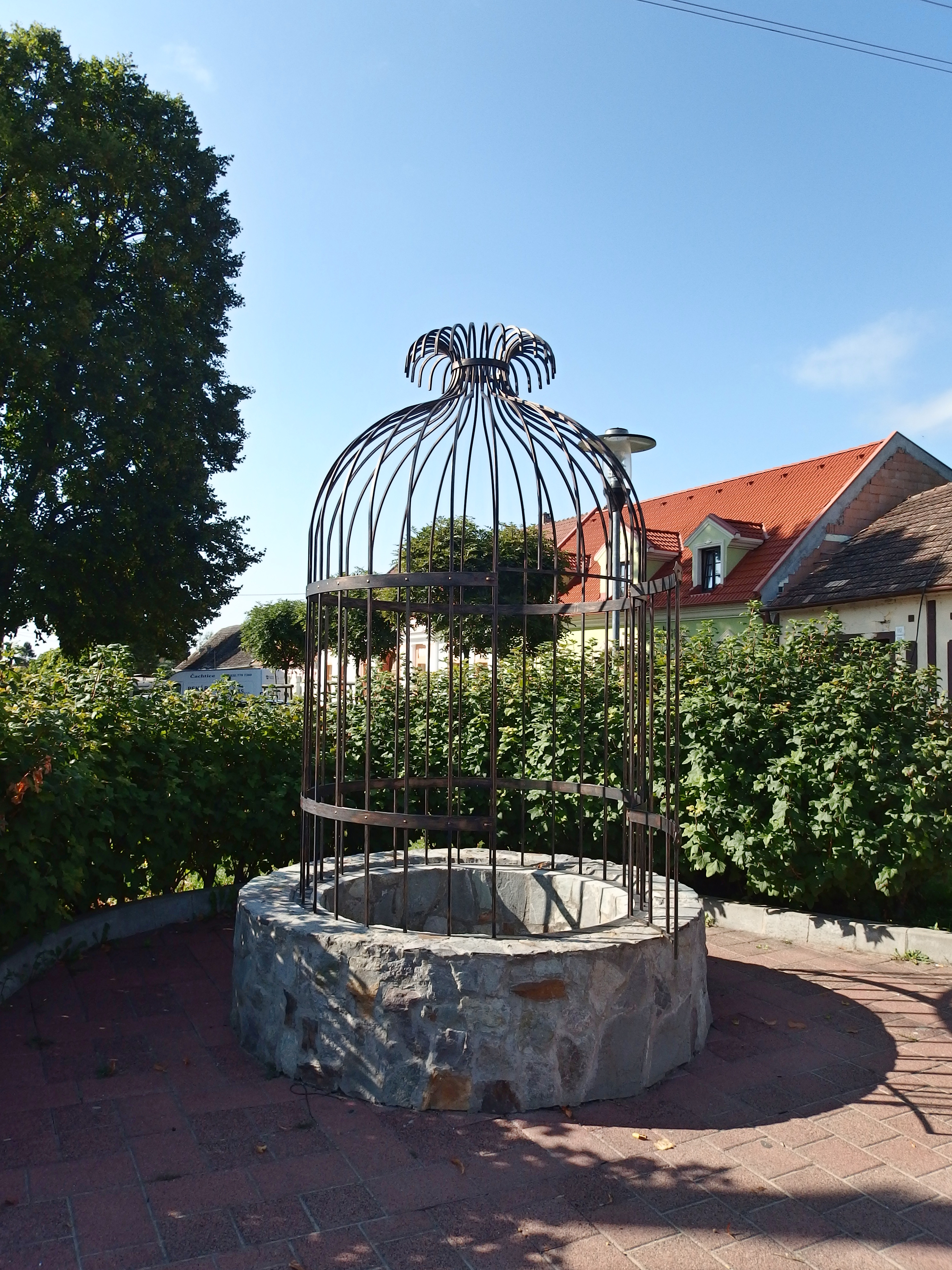
Studna
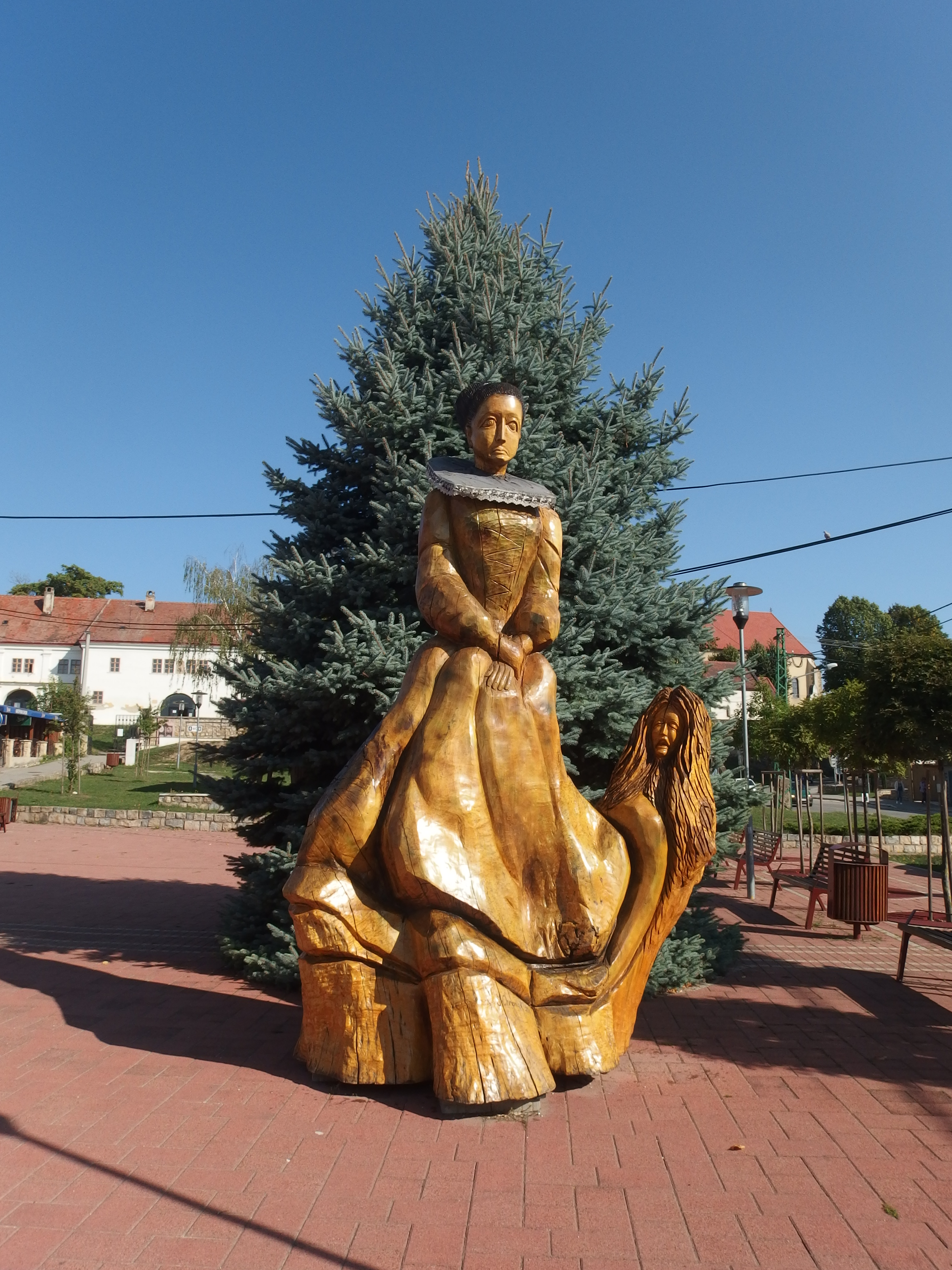
Bátoryčka
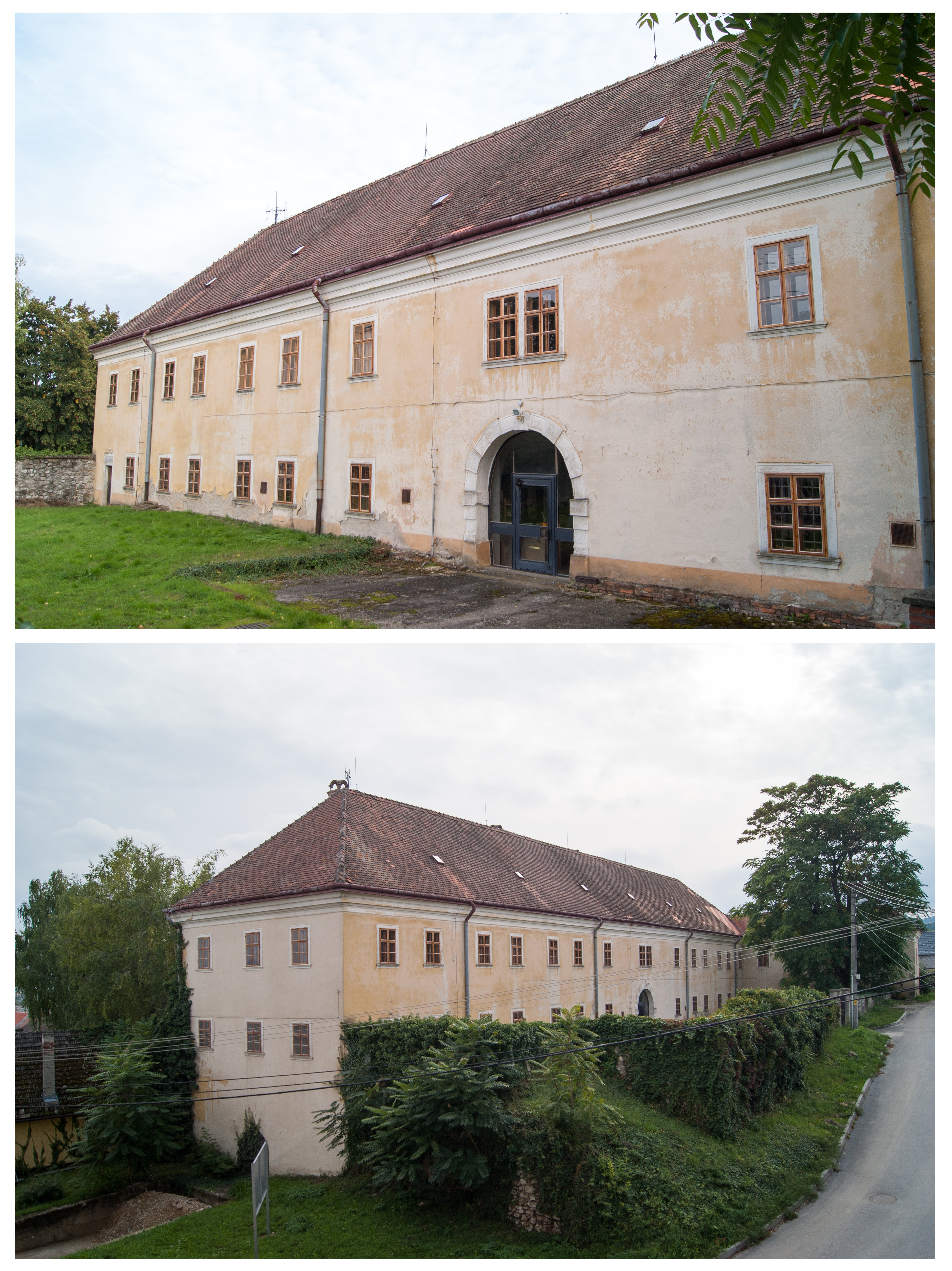
Draškovičův zámek